# Poltava (couraçado de 1911)
O Poltava (Полтава) foi um couraçado operado pela Marinha Imperial Russa e depois Frota Naval Militar Soviética e a quarta e última embarcação da Classe Gangut, depois do Gangut, Petropavlovsk e Sebastopol. Sua construção começou em junho de 1909 no Estaleiro do Almirantado em São Petersburgo e foi lançado ao mar em julho de 1911, sendo comissionado no final de dezembro de 1914. Era armado com doze canhões de 305 milímetros em quatro torres de artilharia triplas, tinha um deslocamento de mais de 24 mil toneladas e alcançava uma velocidade de 24 nós.
O Poltava entrou em serviço na Primeira Guerra Mundial, porém pouco fez e passou todo seu tempo no Golfo da Finlândia. Sua tripulação se amotinou após o início da Revolução Russa em março de 1917 e ele foi tirado de serviço em outubro de 1918. Sofreu um incêndio devastador no ano seguinte e várias propostas foram feitas para consertá-lo e modernizá-lo pelos vinte anos seguintes, mas nada foi feito. Em 1926 foi renomeado para Frunze (Фру́нзе) e virou fonte de peças sobressalentes para seus irmãos em serviço. Sua desmontagem começou em 1940 e só terminou em 1949.

## Características

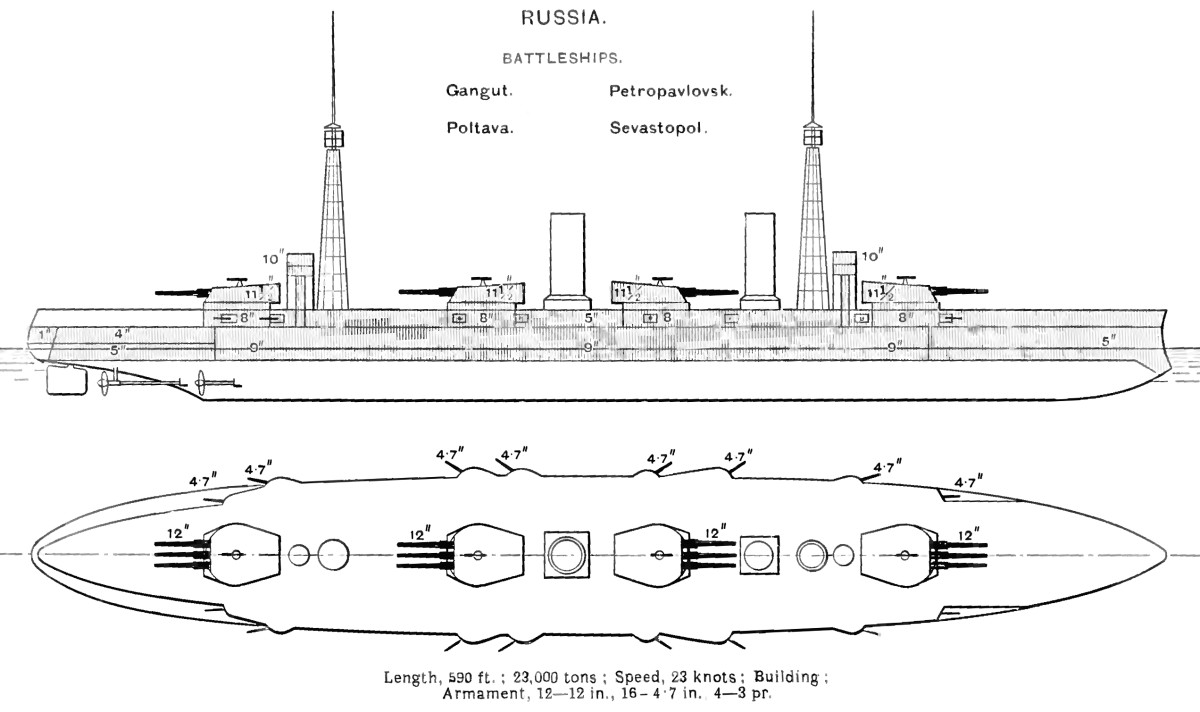
Desenho da Classe Gangut

O Poltava tinha 180 metros de comprimento da linha de flutuação e 181,2 metros de comprimento de fora a fora. Sua boca era de 26,9 metros e o calado de 8,99 metros, 49 centímetros a mais do que o projetado. Seu deslocamento carregado era de 24,8 mil toneladas, mais de 1,5 mil toneladas a mais do que seu deslocamento projetado. O sistema de propulsão era composto por 25 caldeiras Yarrow mistas que alimentavam quatro turbinas a vapor Parsons. Estas tinham uma potência indicada de 42,6 mil cavalos-vapor (31,3 mil quilowatts), porém durante seus testes marítimos alcançou 52 mil cavalos-vapor (38,2 mil quilowatts), para uma velocidade máxima de 24 nós (44 quilômetros por hora). Ele podia carregar até 1 877 toneladas de carvão e 710 toneladas de óleo combustível, dando uma autonomia de 3,5 mil milhas náuticas (6,5 mil quilômetros) a dez nós (dezenove quilômetros por hora).
O Poltava era armado com uma bateria principal composta por doze canhões Obukhovskii Padrão 1907 calibre 52 de 305 milímetros montados em quatro torres de artilharia triplas dispostas pelo decorrer do comprimento da embarcação. Seu armamento secundário tinha dezesseis canhões Padrão 1905 de 120 milímetros montados em casamatas no casco. O navio foi originalmente equipado com um único canhão antiaéreo Padrão 1914/15 calibre 70 de 76 milímetros montado no tombadilho. Outras armas antiaéreas provavelmente foram adicionadas durante a Primeira Guerra Mundial, mas não se sabe os detalhes. Por fim, havia quatro tubos de torpedo de 450 milímetros submersos, dois em cada lateral. O cinturão de blindagem tinha entre 125 milímetros de espessura nas extremidades e 225 milímetros a meia-nau. O convés era protegido por uma blindagem entre doze e cinquenta milímetros. As torres de artilharia tinham laterais de 203 milímetros e tetos de cem milímetros, ficando em cima de barbetas com 150 milímetros acima do convés superior e 75 milímetros abaixo. Por fim, a torre de comando tinha laterais de 254 milímetros e teto de cem milímetros de espessura.

## História

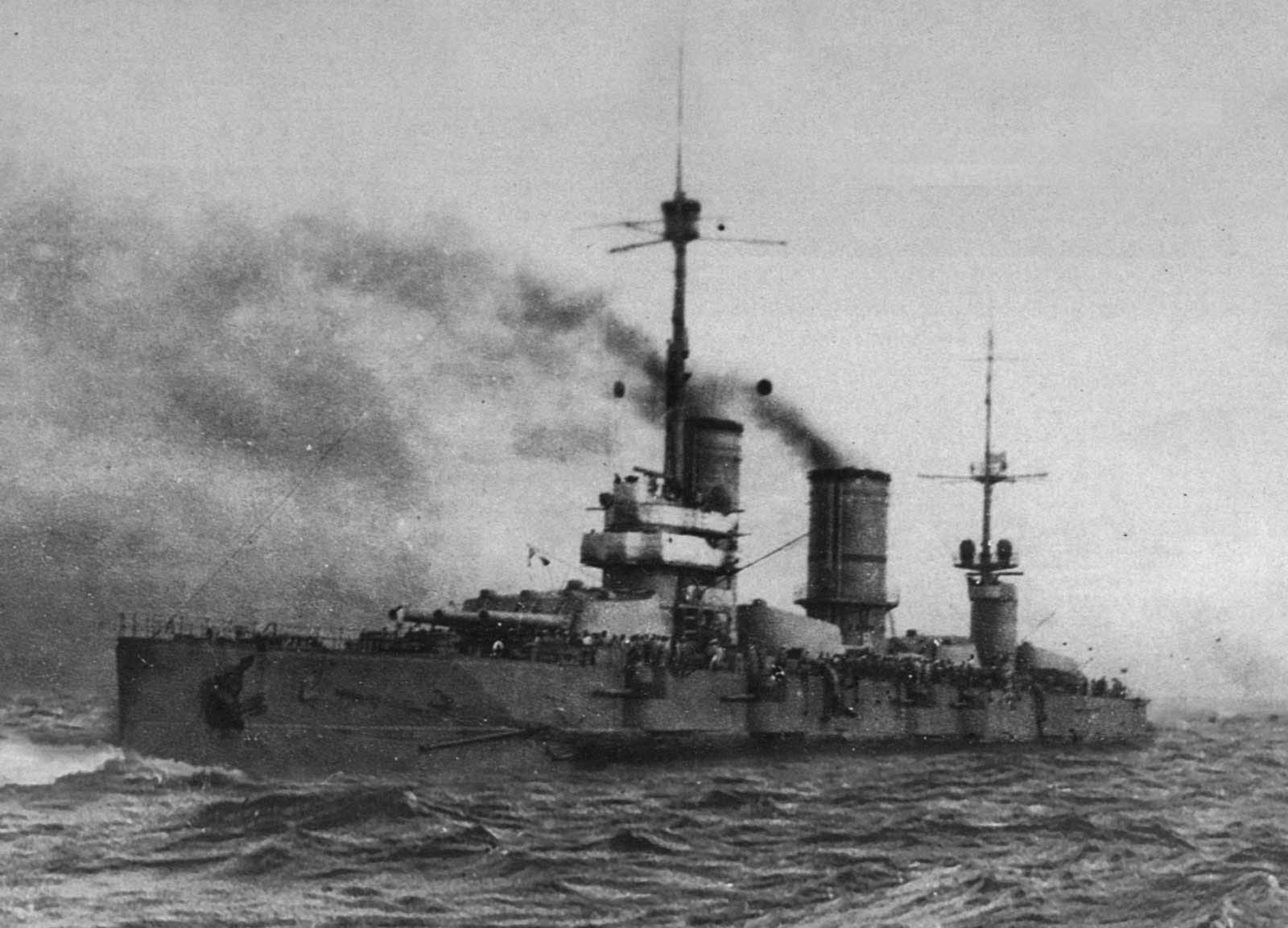
O Poltava c. 1915

O batimento de quilha do Poltava ocorreu em 16 de junho de 1909 no Estaleiro do Almirantado em São Petersburgo e foi lançado ao mar em 23 de julho de 1911. Colidiu com seu irmão Gangut no final de outubro de 1914, travando uma de suas âncoras e danificando seu casco, forçando o adiamento de seus testes marítimos. Entrou em serviço em 30 de dezembro de 1914, quando chegou em Helsinque e foi designado para a Primeira Brigada de Couraçados. Entretanto, testes de artilharia e torpedos precisaram ser adiados até 1915 devido ao gelo do inverno. Foi o único membro de sua classe a realizar um teste de velocidade em potência máxima, o que fez em novembro de 1915. O Poltava pouco atuou na Primeira Guerra Mundial pois sua função era impedir que os alemães tentassem entrar no Golfo da Finlândia, algo que nunca ocorreu. Encalhou em junho de 1916, porém sofreu danos leves. Sua tripulação juntou-se a um motim geral em 16 de março de 1917, após os marinheiros terem sido informados da Revolução de Fevereiro. O couraçado junto com a maior parte da Frota do Báltico evacuou o Golfo da Finlândia em 17 de março de 1918, mesmo com as águas ainda estando congeladas. Foi tirado de serviço em Petrogrado em outubro por falta de pessoal e colocado em conservação.

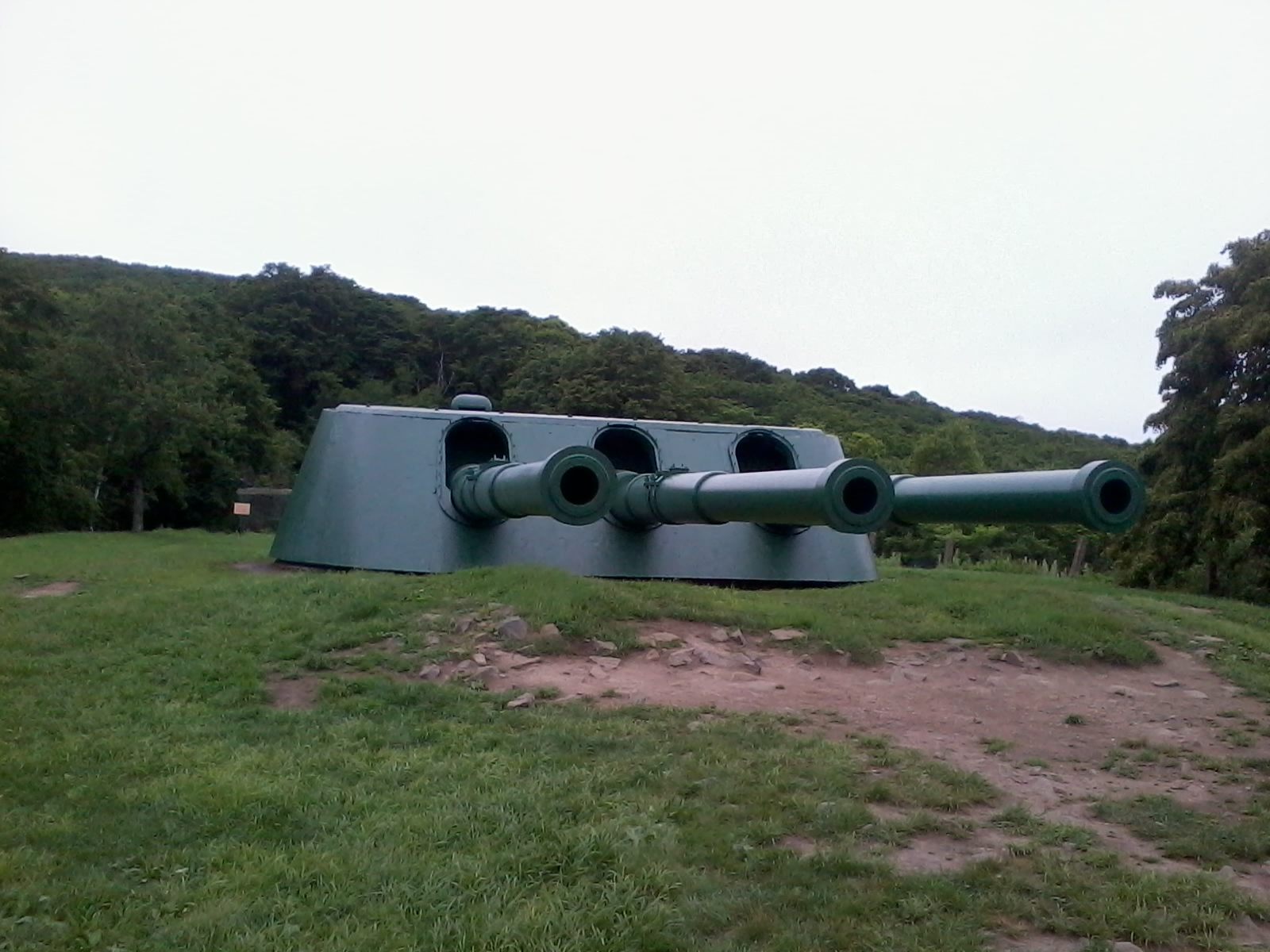
Uma das torres de artilharia do Poltava como bateria costeira na Ilha Russki

Um incêndio começou em sua sala de caldeiras dianteira em 24 de novembro de 1919, com boa parte do interior do navio sendo devastado. Depois disso foi usado como fonte de peças sobressalentes para seus irmãos. Foi considerado convertê-lo em um porta-aviões em 1924 junto com o incompleto cruzador de batalha Izmail porém isto mostrou-se ser muito ambicioso e custoso dado ao estado da economia da União Soviética ao fim da Guerra Civil Russa. Em vez disso, foi decidido restaurá-lo para sua configuração original, com o Estaleiro do Báltico chegando a começar os trabalhos em 1925, porém o dinheiro para o projeto acabou em 15 de fevereiro de 1926, época em que foi estimado que o navio estava 46,5 por cento completo. Um mês antes em 7 de janeiro ele tinha sido renomeado para Frunze (Фру́нзе), em homenagem ao então recém-falecido lider militar bolchevique Mikhail Frunze. Planos posteriores se focaram em reconstruí-lo como um equivalente modernizado de seus irmãos ou até mesmo como cruzador de batalha, com uma de suas torres de artilharia sendo removidas para reduzir o peso, mas tudo foi abandonado em 23 de janeiro de 1935 e os trabalhos pararam. Duas de suas torres de artilharia tinham sido enviadas um ano antes para as fortificações da Fortaleza de Vladivostok na Ilha Russky. O marechal Kliment Vorochilov aprovou um último plano para transformar o navio em uma bateria flutuante, mas o Estaleiro do Báltico não tinha recursos para fazer isso acontecer e este projeto também foi cancelado em 9 de julho de 1939. Durante esse período foi usado como alojamento flutuante até ser formalmente descartado em 1º de dezembro de 1940, com uma desmontagem em ritmo lento começando em seguida.
A Alemanha invadiu a União Soviética em junho de 1941 e o Frunze foi rebocado para Kronstadt e encalhado em julho. Seu casco foi usado como base para embarcações menores durante o Cerco de Leningrado. Foi reflutuado em 31 de maio de 1944 e rebocado para Leningrado, com sua desmontagem começando em 1949. Duas de suas torres de artilharia foram usadas após a Segunda Guerra Mundial para reconstruir a 30ª Bateria de Defesa Costeira em Sebastopol, que foi usada até a década de 1990.